# Коста Хрисимов
Константин (Коста) Хрисимов с псевдоним Смилец е български революционер, участник в комунистическата съпротива във Вардарска Македония, борец за Независима Македония.

## Биография
Роден е в драмското село Старчища. Работи като учител. В 1944 година след изтеглянето на германците от Югославия, Хрисимов се включва във формираната след Деветосептемврийския преврат в България македонска бригада в София. Когато бригадата става корпус, той става началник на щаба на VІ отделна бригада и участва в бойните действия. В Битоля Хрисимов открито заявява българските си чувства.
Заедно с подчинения си Илия Чулев и с Димитър Златарев в 1945 година организира тайния Демократичен фронт на Македония „Илинден 1903“, борещ се за Независима Македония и утвърждаване на българщината в нея. Хрисимов е главният съставител на меморандума на организацията, връчен на чуждестранните дипломати.
На 20 октомври 1945 година е арестуван, На процеса обвинен във връзки с македонската емиграция в САЩ и Канада, Хрисимов от името на всички заявява, че организацията е самородна, без никакво външно въздействие, и че приликите в документите се дължи на едината истина за Македония и на единността на историческите факти и извори, заявявайки: „Нищо ново не сме измислили. Ние вървим по пътя на ония, които се бореха и мряха за правото дело на Македония“. Адвокатът на Хрисимов, който е сърбин, заявява, че подсъдимият е българин и е действал като българин и затова нещо не може да бъде преследван.
Прокурорът Никола Вражалски иска смъртна присъда, но вероятно след намеса на западни дипломати, през февруари 1946 година е осъден на 20 години строг тъмничен затвор. В затвора вследствие на мъченията губи единия си крак.